# Dev Anand

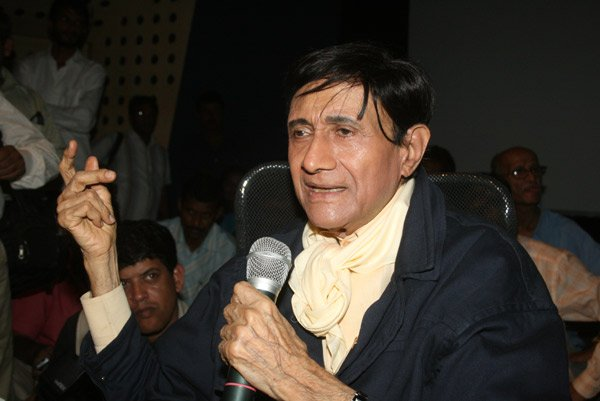
Dev Anand

Dev Anand (Hindi: देव आनंद Dev Ānand; * 26. September 1923 in Gurdaspur, Punjab; † 3. Dezember 2011 in London; bürgerlicher Name: Devdutt Pishorimal Anand) war ein indischer Schauspieler, Regisseur und Produzent.

## Leben
Sein Filmdebüt hatte er 1946. Ein erster Erfolg gelang 1948 bei Bombay Talkies mit Ziddi. In den 1950er Jahren spielte er unter Subodh Mukherjee und Guru Dutt und stellte sich dabei als vielseitiger Darsteller heraus, der romantische Liebhaber aber auch komische Helden oder halbseidene Charaktere verkörpern kann. In dem Film Guide (1965), der ersten indisch-amerikanischen Co-Produktion, überzeugt er in der Titelrolle mit einfühlsamem Spiel.
Ab 1970 führte Dev Anand zunehmend selbst Regie und trat auch meist in seinen eigenen Filmen als Darsteller auf. Sein erster Regiefilm war Prem Pujari. Er hatte seit 1949 eine eigene Produktionsfirma namens Navketan Films.
Dev Anand gewann zahlreiche Filmpreise, darunter zwei Filmfare Awards als Schauspieler, die Oscars des Hindi-Films, 1958 für Kala Pani und 1966 für Guide. 1993 erhielt er den Filmfare Award für sein Lebenswerk. 2003 wurde er mit dem Dadasaheb Phalke Award ausgezeichnet. Er ist seit 2001 ebenso Träger des Padma Bhushan.
Dev Anand gehörte zusammen mit Dilip Kumar und Raj Kapoor zu den großen Stars des Bollywood-Kino der 1940er und 1950er Jahre. Er spielte in fünf Jahrzehnten in über 100 Filmen Hauptrollen und war auch mit 80 Jahren noch aktiv in der Filmbranche tätig. Anand war seit 1954 mit der Schauspielerin Kalpana Kartik verheiratet. Seine Brüder Vijay und Chetan Anand waren ebenfalls im Filmgeschäft tätig; seine Schwester Sheel Kanta ist die Mutter von Shekhar Kapur.
Anands Sohn Suneil Anand, mit dem er gemeinsam in Anand Aur Anand (1984) auftrat, übernahm die Leitung von Navketan Films.

## Filmografie

### Darsteller
- 1946: Hum Ek Hain
- 1947: Aage Badho
- 1947: Mohan
- 1948: Hum Bhi Insaan Hain
- 1948: Vidya
- 1948: Ziddi
- 1949: Jeet
- 1949: Namuna
- 1949: Shayar
- 1949: Udhaar
- 1950: Afsar
- 1950: Birha Ki Raat
- 1950: Dilruba
- 1950: Hindustam Hamara
- 1950: Khel
- 1950: Madhubala
- 1950: Nili
- 1950: Nirala
- 1951: Aaram
- 1951: Baazi
- 1951: Do Sitare
- 1951: Nadaan
- 1951: Sanam
- 1951: Sazaa
- 1951: Stage
- 1952: Aandhiyan
- 1952: Jaal
- 1952: Tamasha
- 1952: Zalzala
- 1952: Rahi/Two Leaves and a Bud
- 1953: Armaan
- 1953: Humsafar
- 1953: Patita
- 1954: Baadbaan
- 1954: Kashti
- 1954: Taxi Driver
- 1955: Faraar
- 1955: House Number 44
- 1955: Insaniyat
- 1955: Milap
- 1955: Munimji
- 1956: CID
- 1956: Funtoosh
- 1956: Pocketmaar
- 1957: Baarish
- 1957: Dushman
- 1957: Nau Do Gyarah
- 1957: Paying Guest
- 1958: Amar Deep
- 1958: Kala Pani
- 1958: Solva Saal
- 1959: Love Marriage
- 1960: Bambai Ka Babu
- 1960: Ek Ke Baad Ek
- 1960: Jaali Note
- 1960: Kala Bazaar
- 1960: Manzil
- 1960: Sarhad
- 1961: Hum Dono
- 1961: Jab Pyar Kisise Hota Hai
- 1961: Maya
- 1961: Roop Ki Rani Choron Ka Raja
- 1962: Asli Naqli
- 1962: Baat Ek Raat Ki
- 1963: Kinare Kinare
- 1963: Tere Ghar Ke Saamne
- 1964: Sharabi
- 1965: Guide
- 1965: Teen Deviyan
- 1966: Pyar Mohabbat
- 1967: Jewel Thief
- 1968: Duniya
- 1968: Kahin Aur Chal
- 1969: Mahal
- 1970: Johny Mera Naam
- 1970: Prem Pujari
- 1971: Haré Rama Haré Krishna
- 1971: Gambler
- 1971: Tere Mere Sapne
- 1972: Yeh Gulistan Hamara
- 1973: Chhupa Rustom
- 1973: Joshila
- 1973: Shareef Badmash
- 1973: Banarasi Babu
- 1973: Heera Panna
- 1974: Ishq Ishq Ishq
- 1974: Amir Garib
- 1974: Prem Shastra
- 1975: Warrant
- 1976: Bullet
- 1976: Jaaneman
- 1977: Darling Darling
- 1977: Kalabaaz
- 1977: Saheb Bahadur
- 1978: Des Pardes
- 1980: Man Pasand
- 1980: Lootmaar
- 1982: Swami Dada
- 1984: Anand Aur Anand
- 1985: Hum Naujawan
- 1989: Sachche Ka Bol Bala
- 1989: Lashkar
- 1990: Awwal Number
- 1991: Sau Karod
- 1995: Gangster
- 1996: Return of Jewel Thief
- 1998: Main Solah Baras Ki
- 2001: Censor
- 2003: Aman Ke Farishtey
- 2003: Love at Times Square
- 2005: Mr Prime Minister
- 2011: Chargesheet

### Produzent
- 1950: Afsar
- 1951: Baazi
- 1953: Humsafar
- 1955: House Number 44
- 1956: Funtoosh
- 1958: Kala Pani
- 1960: Kala Bazaar
- 1961: Hum Dono
- 1963: Tere Ghar Ke Saamne
- 1965: Guide
- 1967: Jewel Thief
- 1970: Prem Pujari
- 1971: Tere Mere Sapne
- 1971: Haré Rama Haré Krishna
- 1973: Shareef Badmash
- 1973: Heera Panna
- 1974: Ishq Ishq Ishq
- 1976: Jaaneman
- 1978: Des Pardes
- 1980: Lootmaar
- 1982: Swami Dada
- 1984: Anand Aur Anand
- 1990: Awwal Number
- 1993: Pyar Ka Tarana
- 1995: Gangster
- 1998: Main Solah Baras Ki
- 2001: Censor
- 2003: Love at Times Square
- 2005: Mr Prime Minister
- 2011: Chargesheet

### Regisseur
- 1970: Prem Pujari
- 1971: Haré Rama Haré Krishna
- 1973: Heera Panna
- 1974: Ishq Ishq Ishq
- 1978: Des Pardes
- 1980: Lootmaar
- 1982: Swami Dada
- 1984: Anand Aur Anand
- 1985: Hum Naujawan
- 1989: Sachche Ka Bol Bala
- 1990: Awwal Number
- 1991: Sau Karod
- 1992: Pyar Ka Tarana
- 1995: Gangster
- 1998: Main Solah Baras Ki
- 2001: Censor
- 2003: Love at Times Square
- 2005: Mr Prime Minister
- 2011: Chargesheet